# Hydrofoor
 Niet te verwarren met hydrofoon.
Een hydrofoor, hydrofoorgroep of drukverhogingsinstallatie is een installatie waarmee binnen een gebouw (of een gebied) de waterleiding op druk gehouden wordt. De installatie bestaat uit een expansievat, een pomp en een terugslagklep.

## Werking
Het expansievat, dat onder de gewenste druk staat, is (gedeeltelijk) gevuld met lucht, tegenwoordig vaak gescheiden van het water door een membraan. De pomp pompt het aangevoerde water naar het expansievat tot een bepaalde druk is bereikt. Als er in het hierop aangesloten lokale waterleidingnet water verbruikt wordt, daalt de druk in het vat. Als een bepaalde minimumdruk wordt bereikt, slaat de pomp weer aan. Zo staat het water altijd onder een bepaalde minimumdruk. De terugslagklep zorgt voor een scheiding tussen de aanvoer en de afvoer: anders zou de druk verloren kunnen gaan via de aanvoerleiding, waardoor de pomp aan en uit gaat terwijl er geen verbruik is.

## Toepassing
De hydrofoorgroep wordt gebruikt om waterleidingnetten die niet zijn aangesloten op het waterleidingnet op druk te houden. Vaak gaat het hier om een regenwaternet voor bijvoorbeeld het doorspoelen van toiletten), om een tuin te besproeien of voor een sprinklerinstallatie, maar de installatie wordt ook gebruikt aan boord van schepen, in caravans en dergelijke.
Een drukverhogingsinstallatie wordt ook gebruikt voor het verhogen van de waterdruk in het waterleidingnet in plaats van een watertoren. In Nederland is voor appartementen vanaf circa 13 meter hoogte boven het maaiveld, afhankelijk van de gemeente en de staat van het waterleidingnet, een hydrofoor verplicht. Door de steeds groter wordende vraag naar comfort en luxe op het gebied van watergebruik en -verbruik in woningen en appartementen, zoals een tweede of derde douche, meerdere wastafels, buitenkranen, vaatwassers en wasmachines, neemt het gelijktijdige waterverbruik toe en hiermee de druk in installaties en sanitair af. Als er hierdoor niet meer genoeg water uit de waterleiding komt, kan het installeren van hydrofoor uitkomst bieden en helpen om meer waterdruk te genereren.